# Witmarsen
Koordinaten: 51° 20′ 38″ N, 9° 10′ 52″ O
Witmarsen war eine Dorfsiedlung in der heutigen Gemarkung der nordhessischen Stadt Wolfhagen, Landkreis Kassel, die spätestens im Jahr 1515 wüst gefallen war. Sie wurde spätestens 1234, vielleicht aber auch schon 1081 erstmals urkundlich erwähnt. In der Online-Version des Historischen Ortslexikons Hessen wird vermerkt, dass der Hinweis von 1081 auf „in Withmari“ weder dem Ort Witmarsen noch dem Ort Wittmar bei Volkmarsen mit Sicherheit zugeordnet werden kann.

## Geographische Lage
Der kleine Ort befand sich etwa 2,5 km nordnordöstlich von Wolfhagen auf 228 m Höhe im Tal der Erpe südlich unterhalb von Elmarshausen.

## Geschichte
Der Ort wurde 1234 als „Withmarsen“ in Urkunden des Klosters Hasungen vermutlich erstmals erwähnt, und von einer Mühle wird 1245 erstmals berichtet. Das Kloster hatte wohl einen Hof im Ort, aber grundsätzlich gehörte er wohl spätestens seit der Wende zum 12. Jahrhundert den Grafen von Everstein, von denen ihn die Herren von Gudenberg zu Lehen hielten. 1452 erhielten die von Gudenberg das Dorf und Gericht zu Lehen vom Herzogtum Braunschweig-Lüneburg, das den letzten Grafen von Everstein, Hermann VII., beerbt hatte. Als mit dem Tod Eberhards von Gudenberg dessen Geschlecht 1534 im Mannesstamm erlosch, kam ein Teil seiner Allodial- und Lehnsgüter, darunter auch das bereits 1515 im Hasunger Gültregister als wüst bezeichnete Witmarsen, an seinen Schwiegersohn Hermann von der Malsburg, Marschall des Landgrafen Philipp I. von Hessen. 1554 wurde der Ort letztmals urkundlich erwähnt, als sich Hermann von der Malsburg und seine Söhne nach langem Streit mit der Stadt Wolfhagen über Nutzungsrechte im Erpegrund bei ihrem Gut Elmarshausen einigten.